# Final do Basquetebol Masculino nos Jogos Pan-Americanos de 1987
A Partida Final do Torneio de Basquetebol Masculino nos Jogos Pan-Americanos de Indianapólis-1987 foi um jogo histórico para o basquetebol mundial, pois representou a primeira vez que a seleção norte-americana masculina de basquete perdeu um jogo em casa, a primeira vez que foi derrotada em finais e a primeira vez que sofreu mais de cem pontos diante de seus torcedores. Além disso, o Brasil quebrou com uma invencibilidade de 34 partidas oficiais do time norte-americano de basquete
Esta é considerada a maior conquista do esporte nacional desde a Copa do Mundo de 70. O próprio site do USA Basketball, na seção em que conta a história deste jogo, classifica a atuação do time brasileiro como “uma exibição ofensiva que muitos jamais se esquecerão”.
O ouro levado dos norte-americanos no Pan de Indianapolis-1987 foi um dos fatores que também  levaram os EUA a mais tarde convocar atletas profissionais para a sua seleção de basquete, que chegaria ao ápice com o Dream Team de 1992.
| “ | "Aquela derrota foi fundamental para que os Estados Unidos criassem o Dream Team para as Olimpíadas de Barcelona 1992. Quando perdemos para o Brasil, nós vimos o quanto o basquete internacional havia evoluído. Eu até me sinto lisonjeado por ter perdido aquela final do Pan para o Brasil e jamais esqueci daquele dia. Depois, nós ainda acabamos ficando com a medalha de bronze nos Jogos Olímpicos de Seul 1988 e ficou realmente claro que precisaríamos criar a seleção mais forte possível!" | ” |

## A Partida
No elenco americano - formado por jogadores universitários - destacavam-se jogadores que mais tarde se tornariam grandes astros da NBA, como David Robinson (já com status de número um do Draft da NBA, e futuro integrante do Dream Team de 1992), Rex Chapman, Dan Majerle e Danny Manning. Já a seleção brasileira não assustava muito o técnico Denny Crum. A única tática necessária para garantir o ouro, segundo ele, era uma defesa forte em cima de Oscar e Marcel que, segundo o técnico, tinham uma precisão muito grande nos arremessos.
Naquela época, fazia apenas cinco anos que a linha dos três pontos tinha sido adicionada ao jogo de basquete. Era ainda inexplorada por muitos. E foi assim que o Brasil venceu os EUA, explorando os arremessos de três, de Marcel e Oscar. Oscar tinha anotado apenas 11 pontos no primeiro tempo. No segundo, anotou 35. Encaixou nada menos do que seis bolas de três e terminou a contenda com 46 pontos, tendo acertado 7 arremessos de 3 pontos, em 15 tentativas (46,7%). Marcel repetiu Oscar e marcou apenas 11 pontos na etapa inicial. Na final, adicionou mais 20 e terminou a partida com 31. Os dois, juntos, anotaram 55 dos 66 pontos do Brasil no segundo tempo. Ao final da partida, o Brasil tinha anotado 39 pontos nas bolas triplas e os EUA apenas seis (acertaram dois em 11 arremessos de três pontos tentados).
Vítima de sarampo durante a competição, Maury não pode ser utilizado nesta partida. Uniformizado e no banco de reservas, virou um espectador privilegiado desta partida.